# سید جمال‌الدین گلستانی
سید جمال‌الدین گلستانی (زاده ۱۹۵۵، نجف آباد) مهندس برق ایرانی و استاد تمام دانشکده مهندسی برق دانشگاه صنعتی شریف است. او فلوی IEEE است.
او لیسانس خود را در مهندسی برق از دانشگاه صنعتی شریف در ۱۹۷۳ و فول لیسانس و پی اچ دی را در مهندسی برق از مؤسسه فناوری ماساچوست در ۱۹۷۶ و ۱۹۷۹ دریافت کرد. از ۱۹۸۰ تا ۱۹۸۸ عضو هیئت علمی دانشگاه صنعتی اصفهان بود و تدریس و تحقیق در زمینه تئوری مخابرات شبکه‌های مخابراتی و سیستمهای راداری می‌پرداخت. طی این دوره او به همکاری با مرکز تحقیقات مخابرات ایران می‌پرداخت. در ۱۹۸۸ او به آزمایشگاههای بل در موریستاون، نیوجرسی پیوست و به تحقیق در خصوص کنترل congestion و فراهم آوری سرویس عادلانه و تضمین شده در شبکه‌های داده پرداخت. او عضو هیئت ویراستاری IEEE/ACM Transactions on Networking بوده‌است. در سال ۲۰۰۰، IEEE به دلیل مشارکت در زمینه «کنترل congestion و فراهم آوری سرویس عادلانه و تضمین شده در شبکه‌های پاکت» او را به عنوان فلوی خود انتخاب کرد. 